# Biotinylierung
| Namensgebendes Biotin |
| --------------------- |
| Biotin                |

Die Biotinylierung bezeichnet den Vorgang der kovalenten Bindung von Biotin an ein Molekül, meistens ein Protein oder DNA. Dies geschieht bei manchen Proteinen als posttranslationale Modifikation. Die Biotinylierung wird auch im Labor gezielt eingesetzt, um ein Molekül zu Zwecken einer Molekülmarkierung (z. B. bei einer Detektion im ELISA, ELISPOT, Immunhistochemie und Western Blot) oder einer Aufreinigung zu markieren. Anschließend macht man sich die starke spezifische Wechselwirkung zwischen Biotin und Avidin bzw. Streptavidin zunutze.

## Anwendungsbeispiele
Eine Biotinylierung kann künstlich in Moleküle eingeführt werden, z. B. in vivo durch Protein-Tags wie Avi-Tag, BCCP-Tag, Strep-Tag oder in vitro durch Kopplung mit reaktiven Biotinen wie NHS-Biotin.
Die Biotinylierung kann zur Aufreinigung Biotin-markierter Stoffe (z. B. Nukleinsäuren) genutzt werden. Hierbei gibt man die Biotin-markierte Zielsubstanz auf eine Affinitätschromatographiesäulen, deren Säulenmaterial kovalent gebundenes Avidin trägt. Das Biotin bindet das Avidin, anschließend spült man die Oberfläche, so dass nicht gebundene Stoffe weggewaschen werden. Die biotinylierten Moleküle lassen sich durch geeignete Biotin-haltige oder denaturierende Elutionslösungen anschließend ebenfalls von der Oberfläche abtrennen.
Die Kopplung mit Biotin wird auch zur Markierung bestimmter Moleküle (z. B. Protein) genutzt. In manchen Fällen sind die nachzuweisenden Moleküle direkt biotinyliert und können beispielsweise über einen Avidin-gekoppelten Farbstoff sichtbar gemacht werden. Oft aber wird zugunsten der Signalstärke auf einen direkten Nachweis verzichtet und eine Reihe von Zwischenreaktionen eingefügt. Dies hat zusätzlich den Vorteil, dass für den Nachweis verschiedener Moleküle größtenteils das gleiche Sortiment von Substanzen eingesetzt werden kann – lediglich die erste Substanz (oftmals Antikörper), die eine spezifische Bindung mit dem Ziel eingeht muss ausgetauscht werden.